# H-IIAロケット
H-IIA ロケット（エイチツーエー ロケット又はエイチ二ーエーロケット）は、日本の宇宙開発事業団（NASDA）と後継法人の宇宙航空研究開発機構（JAXA）と三菱重工が開発し、三菱重工が製造及び打ち上げを行った人工衛星打ち上げ用液体燃料ロケットで使い捨て型のローンチ・ヴィークル。2001年（平成13年）に打ち上げられた1号機から、2025年（令和7年）に打ち上げられた50号機までが生産された。H-IIBロケットは強化型、H3ロケットは後継機である。
日本の宇宙開発における人工衛星打ち上げの自律性を担うロケットとして基幹ロケットに位置づけられた。打ち上げに失敗したのは2003年のH-IIAロケット6号機の1回のみで、2025年（令和7年）6月29日に発射された50号機をもって最終的な成功率は合計で98%に達した。
JAXA内での表記は「H-IIAロケット」で、発音は「エイチツーエーロケット」であるが、新聞やテレビなどの報道では、「H2Aロケット」または「H-2Aロケット」と表記され、「エイチニーエーロケット」と発音をされる場合が多い。

## 概要
H-IIAロケットは、先代のH-IIロケットを全体にわたって再設計して構造を大幅に簡素化し、一部に海外の安価な製品を利用をすることで、信頼性を高めながら急激な円高により失われたコスト競争力を回復させることを目的に開発された。また、開発中に起きたH-IIロケットH-IIロケット5号機および8号機の相次ぐ失敗や、H-IIAロケット6号機の失敗による信頼性の低下を回復するため、運用開始後にも改良が行われた。
1996年（平成8年）に開発が開始され、開発費（H-IIからの改良開発費）は約1,532億円であった。H-IIAと同じくH-IIを技術基盤とするH-IIBの開発費約270億円との合計は1,802億円であり、同じく前機種から改良開発されたアメリカ合衆国のデルタ IVの開発費2,750億円、アトラス Vの開発費2,420億円との比較でも安価に開発されているといえる。
打ち上げ費用は構成によって異なるが約85億円 - 120億円であり、H-IIロケットの140億円 - 190億円に比べると大幅に低減されている。静止トランスファ軌道への打ち上げ能力は4.0 - 6.0 tであり、H-IIロケットと同等 - 約1.5倍の能力である。
2001年（平成13年）夏に試験機1号機が打ち上げられて以来、50回中49回の打ち上げに成功している。「H-IIAロケット試験機1号機」は打ち上げ翌年、第33回星雲賞自由部門を受賞した。
2005年の7号機から44機連続で打ち上げに成功しており、打ち上げ成功率は98％。H-IIAの強化型バリエーションであるH-IIBロケットも含めると59回中58回の打ち上げに成功しており、打ち上げ成功率は98.31%。原型のH-IIロケット（7回中5回成功）を含めた「H-IIシリーズ」全体としても、2021年の44号機の成功をもって国際水準と言われる95%を達成し、最終50号機をもって95.45％となった。
当初、H-IIAロケットは2023年度（令和5年度）に退役する予定であったが、後継機として開発されたH3ロケットの初打ち上げが延期された。この影響で、宇宙基本計画工程表（令和5年度改訂）では2024年（令和6年）度の50号機の打ち上げを最後に退役予定となっていた。その後宇宙基本計画工程表（令和6年度改訂）では2025年（令和7年）度前半の打ち上げとされ、2025年6月29日に打ち上げされた。2025年6月29日の午前1時33分に50号機が最終号機として打ち上げを成功させた。これまでの成功率は98％(50回中49回成功)となっている。

## 特徴
コア機体は、液体水素と液体酸素を推進剤とする1段目・2段目を組み合わせた、2段式ロケットとなっている。打ち上げ時に十分な推力を得るために左右2基の固体ロケットブースタ（SRB-A）を有し、搭載する衛星・探査機等の質量に応じてさらにSRB-Aや固体補助ロケット（SSB）を追加して柔軟に対応する事ができた。複数の衛星を同時に打ち上げて、個別の軌道に投入する事もできた。
材質は、機体外壁と推進剤タンクとフェアリングがアルミニウム合金、SRB-AがCFRPであり、強度を確保したまま機体を軽量化するためにアルミ合金製の推進剤タンクの内面を格子状に彫り込んだアイソグリッド構造をしている。
基本的には H-II の設計コンセプトを踏襲するが、全体にわたり調達・組立・打上げ費用を下げるための見直しが行われている。また、部品技術の国産化にこだわらず、有利であれば輸入品も用いた。これは H-II で国産化にこだわったことから後退しているように見えるが、技術を習得したからこそ有利に購入できる（技術がなければ言い値で購入するしかないが、技術があればコストメリットがないなら購入しないという選択ができ、交渉の主導権を握ることができる）という面もあり、自主技術を持つことには一定の意義がある。また、部品点数・作業工程の低減は信頼性の向上にも貢献する。これらの費用改善を行った結果、H-IIロケットで最高約190億円であった打ち上げ費用を、世界市場の相場である100億円未満まで下げることができた。H-IIAロケット202型の部品総点数は約100万点。
H-IIからの主な変更点を以下に記す。
- 第1段エンジンLE-7Aの液体燃料配管系の簡素化による部品点数・溶接箇所など作業工程削減。
- 第1段推進剤タンクドーム（両端の半球形状の部分）を、H-IIでの溶接組立から、輸入品の一体成型品に変更。
- 第2段エンジンLE-5Bも推進力の向上とともに部品点数・作業工程の低減。H-IIロケット5号機の事故で問題となったろう付けの施工箇所なども大幅削減されている。
- 第2段推進剤タンクを一体型から独立型に変更。一体型だと隔壁を通して保存温度の異なる液体水素と液体酸素が接するため温度管理が複雑になっていた。また第2段推進剤タンクはデルタIIIロケットの第2段や、デルタIVロケットの4 m型第2段と共通で、いずれも液体水素タンクを三菱重工業が、液体酸素タンクと液体水素タンク・ドームをボーイング（旧マクダネル・ダグラス）が製造している[15]。
- 固体ロケットブースタを4分割構造から一体型に変更したうえ、ストラットを追加して推力を第1段の最下部に伝達する構造に変更し、第1段の簡素化も図った。
- 1/2段の段間部をアルミ合金から炭素繊維複合材と発泡材のコアによるサンドイッチ構造に変更し軽量化[16]。
- 搭載電子機器の小型・軽量化と配線のデータバス化による配線数の削減。
- アンビリカル（地上設備とロケットを接続する管や配線）を、H-IIでは射座点検塔（PST、射点脇の構造物）と接続していたが、H-IIAでは移動発射台（ML）と接続するように変更した。
- 人工衛星の取り付けを、H-IIでは射点で行っていたが、H-IIAでは大型ロケット組立棟（VAB）で行うこととした。
- 前述のアンビリカルおよび衛星搭載場所の変更により、H-IIAは大型ロケット組立棟（VAB）でアンビリカル接続と衛星搭載の双方を終えて、打ち上げ半日前に大型ロケット組立棟（VAB）から射点へ移動すれば良いことになった。また、H-IIは衛星を外さなければ大型ロケット組立棟（VAB）に戻ることができなかったが、H-IIAは打ち上げが中止されても短時間で大型ロケット組立棟（VAB）に戻ることが可能になった。
- 射点設備が大幅に簡素化され、H-II用に建設された第一射点には、アンビリカル接続や衛星取付を行い、観音開き式にロケット全体を格納することもできる射座点検塔（PST）と呼ばれる構造物が建設されたが、H-IIA用に増設された第二射点は、気象観測用の簡素な塔を設置するだけで済んだ。第一射点の射座点検塔（PST）はH-IIAでは使用しないため、観音開き式の部分を撤去した上で、打ち上げ時の機体監視用カメラの設置や、打ち上げ号機の掲示などに使用されていたが、老朽化が進んだため2010年11月から2011年3月にかけて解体された[17]。

## 構成と諸元

### 主要諸元一覧
| 段数(Stage)       | 第1段 | 固体ロケットブースタ （1本あたり）                   | 固体補助ロケット （1本あたり）          | 第2段 | 衛星フェアリング （4S型）           |
| ----------------- | --- | ---------------------------------------------------- | --------------------------------------- | --- | ----------------------------------- |
| 全長              | 37.2 m | 15.2 m                                               | 14.9 m                                  | 9.2 m | 12.0 m                              |
| 外径              | 4.0 m | 2.5 m                                                | 1.0 m                                   | 4.0 m | 4.07 m                              |
| 質量              | 114 t | 76.6 t（長秒時） 75.5 t（高圧）                      | 15.5 t                                  | 20.0 t | 1.4 t （衛星アダプタ、 分離部含む） |
| 使用エンジン      | LE-7A | SRB-A3                                               | キャスターIVA-XL                        | LE-5B | －                                  |
| 推進薬重量        | 101.1 t | 66.0 t（長秒時） 64.9 t（高圧）                      | 13.1 t                                  | 16.9 t | －                                  |
| 推進薬            | 液体酸素 液体水素 (LOX/LH2)                                                                                                | ポリブタジエン系 コンポジット固体推進薬              | ポリブタジエン系 コンポジット固体推進薬 | 液体酸素 液体水素 (LOX/LH2) | －                                  |
| 推力              | 1,098 kN（112 tf） （長ノズル） 1,074 kN（109.5 tf） （短ノズル） （真空中）                                               | 2,262.5 kN（231 tf） （最大推力）                    | 745 kN（76 tf） （最大推力）            | 137 kN（14 tf） （真空中） | －                                  |
| 比推力            | 440 sec （長ノズル） 429 sec （短ノズル） （真空中）                                                                       | 283.6 sec                                            | 282 sec                                 | 448 sec （真空中） | －                                  |
| 有効燃焼時間      | 390 sec | 116 sec（長秒時） 98 sec（高圧）                     | 60 sec                                  | 530 sec | －                                  |
| 姿勢制御方式      | エンジンジンバル 補助エンジン                                                                                              | ノズルジンバル                                       | 無し                                    | エンジンジンバル ガスジェット装置 | －                                  |
| 主要搭載 電子装置 | - 誘導制御計算機 - 横加速度計測装置 - レートジャイロ - パッケージ - 制御電子パッケージ - データ収集装置 - テレメータ送信機 | - 電動アクチュエータ コントローラ - 駆動用電源分配器 | －                                      | - 誘導制御計算機 - 慣性センサユニット - 電動アクチュエータ コントローラ - データ収集装置 - テレメータ送信機 - レーダトランスポンダ2台 - 指令破壊受信機2台 | －                                  |

第1段機体 LE-7Aエンジン

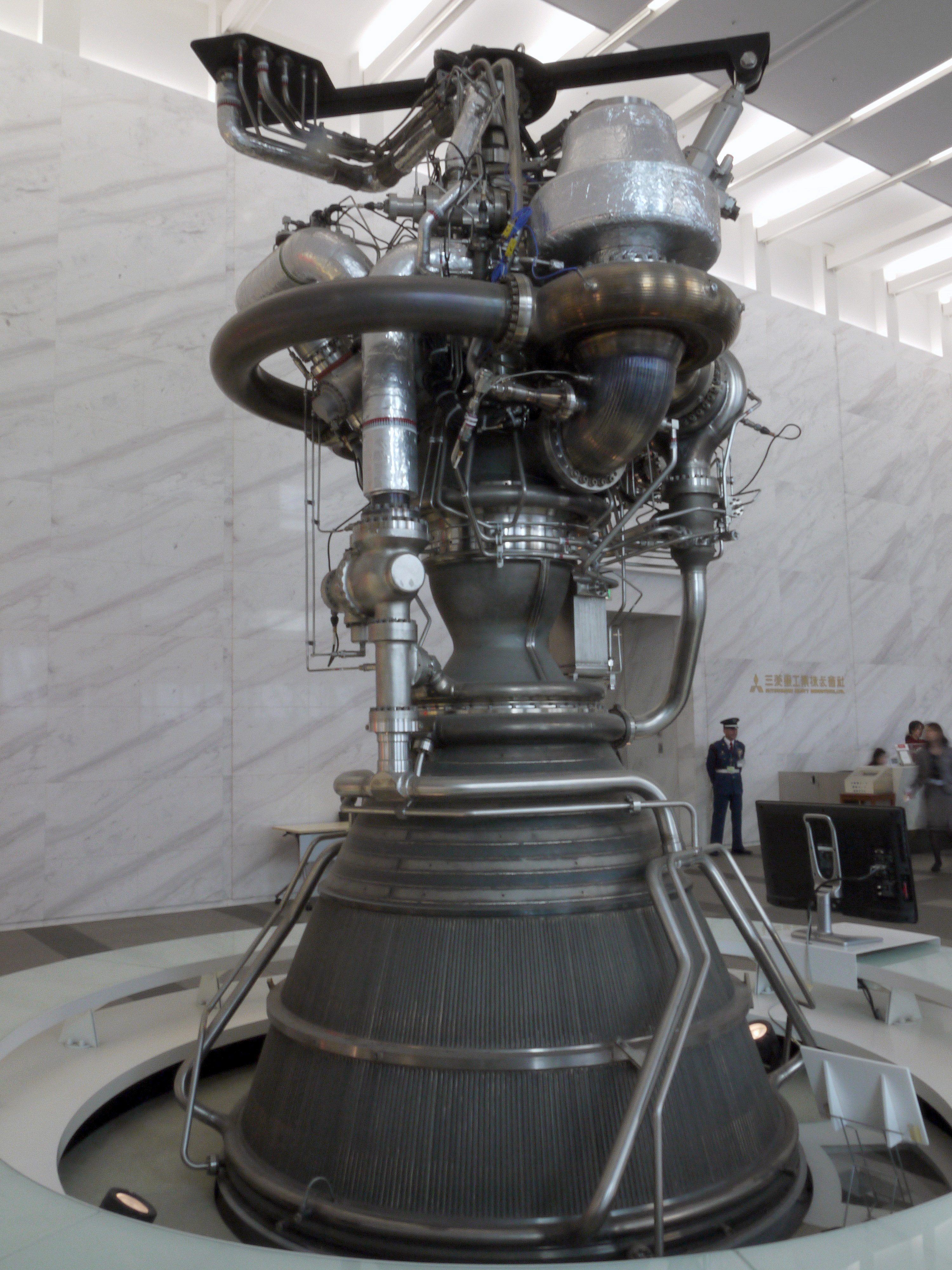
LE-7A液体燃料ロケットエンジン（三菱重工品川本社ビル）

H-IIA

LE-7AエンジンはH-IIAロケットの第1段エンジンで、推進薬に液体水素と液体酸素を用いた、国産の大型液体燃料エンジンである。H-IIロケットの第1段エンジンとして開発されたLE-7エンジンを元に、性能を維持しつつ費用縮減が図られている。
リフトオフの約5秒前に点火され、第2段との切り離しまでの約390秒間燃焼する。
開発当初、下部ノズルスカートを装着した長ノズル構成では、エンジン起動時に過大な横方向推力が発生する問題があり、短ノズルのみを使用して回避していた。そのため、静止トランスファ軌道（GTO）投入能力に換算して約400 kgの性能低下が起きていた。8号機、9号機および11号機以降では、新たに開発された完全再生冷却型の長ノズルが使用され、本来の性能が発揮できるようになっている。また、液体水素ターボポンプ、液体酸素用ターボポンプには、使用開始後にも改良が加えられている。
9号機以降では、SRB-Aを4基使用した打ち上げ時の推力に耐えられるように、機体構造の強化が行われている。また、15号機（202型）にも使用したSRB-A・4本装着用（202/204共用）の1段コア機体構造は、2本装着専用に比べ質量が約600 kg大きくなっている。23号機（202型）からはエンジン周りのSSB取り付け部を省略して構造を簡素化したことによって120kgの軽量化を果たしている。
第2段機体 LE-5Bエンジン・LE-5B-2エンジン
LE-5BエンジンはH-IIAロケットの第2段エンジンで、第1段と同様に液体水素と液体酸素を推進薬とした国産の液体燃料エンジンである。H-Iロケットの第2段エンジンとして開発されたLE-5エンジンを元に、H-IIロケット第2段用のLE-5Aエンジン、そしてこのLE-5Bエンジンと、徐々に性能向上が図られてきている。先代のLE-5Aエンジンと比べると、大幅な費用縮減も図られている。
燃焼圧の変動を抑えた改良型LE-5BエンジンであるLE-5B-2の開発が進められ、14号機から使用されている（「LE-5Bエンジン」も参照）。
LE-5B・LE-5B-2エンジンは再々着火（第3回燃焼）が可能である。衛星をより遠い軌道まで運搬する再々着火の実用化は「基幹ロケット高度化」の一要素である「静止衛星打ち上げ対応能力の向上（長秒時慣性航行機能の獲得）」のための第2段機体とエンジンの改良開発が適用された29号機の打ち上げが初となった。実用化のための先行的実験として、2号機打ち上げ1時間40分後の主衛星分離後に再々着火試験が行われたほか、21号機では燃料の蒸発を防ぐための第2段液体水素タンク表面の機体塗装の白色化のみが、24号機では第2段エンジンの新開発予冷のみが適用され、26号機で白色塗装と新開発予冷が合わせて適用された。第2段エンジンの再々着火が実用化されたことにより、静止トランスファ軌道（GTO）の遠地点近傍のロングコースト静止トランファ軌道への静止衛星の投入が可能となり、衛星側の軌道変更用燃料の使用を少なくでき、従来より静止衛星を3年から5年延命させることができるようになった。これによりH-IIAロケットの商業受注における競争力が向上している。下記の「基幹ロケット高度化」も参照。
H-IIAロケットはHOPE-Xの打上げ形態案（H2A1024）のように、第2段を使用せずに第1段ロケットだけを使用することも可能であるが、実際に第1段のみで打ち上げられたことはない。
固体ロケットブースタ SRB-A・SRB-A改良型・SRB-A3
SRB-AはIHIエアロスペースが製造する固体ロケットブースタ。H-IIロケット用のSRBでは高張力鋼4分割構造をボルト接合していたが、これを炭素繊維強化プラスチック (CFRP) 製の一体成型に変更し、大幅な費用縮減が図られている。
H-IIAロケットにおいては、第1段の両脇にSRB-Aを2基装着する構成を基本とし、衛星質量に応じて4基構成をとることも出来る。カウントダウンX-0と同時に点火され、H-IIAロケットを離床させるためのもっとも大きな推力を発生する。約100 - 120秒間燃焼した後に2基ずつ分離される。11号機では、初めてSRB-A改良型の4基構成での打ち上げが行われた。
6号機ではSRB-Aのノズル部分の破損が打ち上げ失敗の原因となったため、7号機からは信頼性向上のために最大推力を落として燃焼時間を延長した長秒時型のSRB-A改良型を使用していた。そのため静止トランスファ軌道（GTO）投入能力に換算して約300 kgの性能低下が起きていた。15号機からは本来の能力を回復したSRB-A3が使用されている（下記の「#SRB-Aのノズル形状変更と能力回復」も参照）。
SRB-A3は高圧燃焼型と長秒時燃焼型のモータ2種類を運用しており、2本1組で使用する場合には必要な打上げ能力に応じて2種のモータのどちらかを選択し、4本1組で使用する場合にはロケット機体の加速度制限等により長秒時燃焼モータを適用する。
固体補助ロケット（SSB） キャスターIVA-XL
アメリカ合衆国にある世界最大の固体燃料ロケットメーカーであるATKランチ・システムズ・グループのキャスターIVA-XLを元に、H-IIAロケットに取り付けるためのモータケースの改造や、信頼性向上のためにノズルスロート部の材料変更などを行ったものである。H-IIAロケットでは、搭載する衛星の質量にあわせて、SSB無し、2基、あるいは4基構成を取ることができる。特にLE-7Aの長ノズルの開発が遅れていた初期の打ち上げやSRB-A改良型を使用していた時には、その推力不足を補う目的でも活用されていた。その後、2007年度にH-IIAロケットの打ち上げ業務の移管を受けた三菱重工は、H-IIAのラインアップ整理のため、移管後に新規に受注した機体からはSSBを廃止した。23号機からは1段目エンジン周りのSSB取り付け部を省略している。
SSBは、リフトオフと同時ではなく、約10秒後に空中で点火される。これは、射点を燃焼ガスから守るための措置である。SSB4基構成の場合は、リフトオフ後の約10秒で最初の2基が点火され、最初の2基の燃焼終了後に、残りの2基が点火される。最初の2基は、燃焼終了後すぐには分離せずに、空気が十分に薄くなる高度に達した後に、SRB-Aとともに分離される。損失が大きいこの手順を取る理由は、機体に掛かる動圧の低減と、空気抵抗による分離シーケンスでのリスクを最小限に抑えるためである。なお、それまでに打ち上げた衛星の中で最も重い質量約4.65 tのひまわり7号を打ち上げた9号機、およびその後の12号機では、長秒型SRB-Aとの組み合わせでの打ち上げ能力を最大限確保するために、4基のSSBを同時に燃焼させる手順に変更され、リフトオフ約10秒後に最初の2基が、20秒後に次の2基が点火された。
液体ロケットブースタ（LRB）
初期の構想では、さらに打ち上げ能力を増強するため、上記のSRB-Aを2基を使用した標準型に、LRBを1基、あるいは2基を装着する増強型の構想があった。この構想はH-IIBロケットの開発に置き換えられた（詳細は下記のラインナップの変遷を参照のこと）。
LRBは第1段機体をベースに、LE-7Aエンジンを2基クラスタ化して搭載したブースタとして使用するもので、燃料タンクや搭載機器、エンジンなど多くを第1段と共通化する予定であった。技術試験衛星VIII型（きく8号）や宇宙ステーション補給機（HTV、こうのとり）、HOPE（ホープ）はLRBを使用して打ち上げる予定であった。
衛星フェアリング

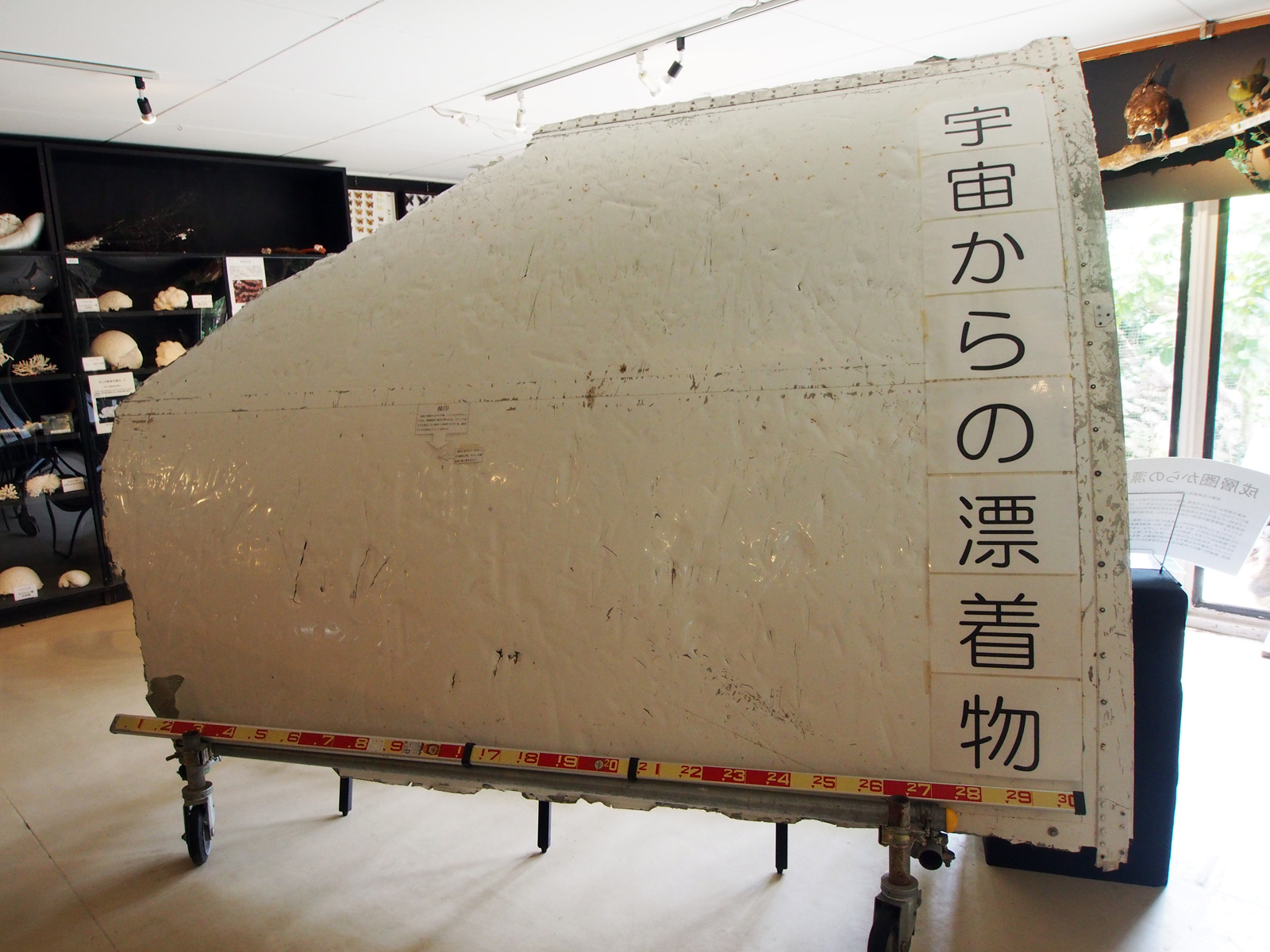
沖縄県黒島に漂着したH-IIAロケット11号機の衛星フェアリング

川崎重工が開発・製造するフェアリングで、打ち上げ時の振動や大気圏を抜けるまでの空気抵抗、空力加熱から衛星を保護するためのカバーである。ロケットの先端部分に取り付けられている。大気圏を通過した後の高度約150 km付近で、ロケットの重量を出来るだけ軽くするために（2段式は上部のみ）分離される。海面に落下し浮かんでいるフェアリングは回収船で海上回収される。回収されたものの一部は、フェアリングを活用した商品開発をする企業等に無償で提供された事もある。
ロケット本体と同じ直径4mの4S型のほか、大型衛星用で直径5mの5S型や、2個の衛星を同時に軌道投入できる4/4D-LS型、4/4D-LC型、5/4D型の計5種類のフェアリングが用意されている。増強型の構想ではHTV用に5S-H型フェアリングの使用も考慮されていたが、H-IIBロケットの開発が決定したためH-IIAロケットでは用いられない。
フェアリングの種類によって打上能力も違い、H2A204型では4S型と4/4D-LC型でGTOへの投入能力に850 kgの差がある。
衛星分離部（PAF）
衛星とロケットの間に配置されて両者を結合するために使用される部品で、衛星とは締結ボルトで固定される。937M-スピン型、937M-スピンA型、937M型、937MH型、1194M型、1666M型、1666MA型、1666S型、2360SA型、3470S型などがあり、衛星の大きさや放出機構に合わせて十数種類の中から選択される。衛星分離時には衛星と分離部を接合している締結ボルトを爆薬（火工品）で爆破して一気に切断して衛星を分離する方法を採用しているが、この方法は確実に分離を行える利点があるものの衛星に伝わる衝撃が大きいという欠点があった。そこで基幹ロケット高度化に合わせて、クランプバンドで締結しておいた接合部を電気的にラッチ機構で解放することで衛星を分離する方法に改めて、衛星に伝わる衝撃を低減することになった。30号機で低衝撃衛星分離機構の先行的実験として、従来の衛星分離部をかさ上げして余剰スペースにダミー機構を搭載して宇宙空間で実際に作動させる実験を行った。
サブペイロード
打ち上げ能力に余裕がある場合は、サブペイロードとして1辺50 - 70 cmの小型衛星を最大4個まで搭載可能である。さらに、1辺10 - 30 cmの超小型衛星に関しては50 - 70 cmの衛星1機分の空間に3 - 4機搭載可能である。これを利用して、15号機では主衛星「いぶき」の他に、1辺50 - 70 cmの人工衛星3機と15 - 30 cmの人工衛星4機の合計8基を同時に打ち上げている。
JPOD
20 cm以下の公募衛星に対して標準化した分離機構を提供するため、17号機では初めてJ-POD (JAXA Picosatellite Orbital Deployer)と呼ばれる箱型の装置が小型衛星の空間に搭載された。10 cm級の衛星であれば田の字型に並んだ4つの発射孔を持つJ-PODが使われ、20 cm級の衛星であれば1機のみ搭載できるJ-PODが使われる。17号機では前者のタイプが使われ、公募衛星のうち3機が1つのJ-PODから放出された。なおJ-POD自体は20 kg程度の重量を占め、役目を終えると切り離される。
アビオニクス
21号機までは、RX616リアルタイムOSと32ビットMPUのV70を採用した、NECが開発した誘導制御計算機を搭載していたが、部品の枯渇に対応するため新たにほぼ全てのアビオニクスが新規に開発された。新たなアビオニクスのうち、JAXA情報・計算工学センターが開発した新型のTOPPERS/HRPリアルタイムOSと、NECが開発したV70より10倍高性能の64ビットMPUのHR5000を採用した新型誘導制御計算機、新型慣性センサユニットなどは、H-IIBの3号機で初めて適用されH-IIAでは他のアビオニクスも加えて22号機から適用される。新型誘導制御計算機は高速・小型・軽量・モジュール化が図られており、新型MPUボードはイプシロンロケットも含んだ今後のJAXAロケットの共通基盤となる。

### 打上げ能力
打上げ能力はSRB-Aや固体補助ロケット（SSB）・液体ロケットブースタ（LRB）の数により変化する。ただし第1段エンジン(LE-7A)のノズルの長短や、SRB-Aの高圧型、長秒時型の違いによっても能力が変化するため、同じ形式でも時期によって打上げ能力が違う。
計画時のLRBを使用したH2A212型・H2A222型は開発が中止されている。また、打ち上げ関連業務が三菱重工に移管されてからは、SSBを用いるH2A2022型とH2A2024型は受注していない。H2A204型はH-IIAロケット45号機を最後に、H-IIAロケットの退役である50号機までに新たな受注が行われなかったため、事実上の廃止状態となっている。2024年現在、H2A202型が運用中である。
| 型式名※4                                                                                   | H2A202型 （運用中）                                   | H2A2022型 （廃止）    | H2A2024型 （廃止）    | H2A204型 （終了）                                     | H2A212型 （開発中止） | H2A222型 （開発せず） | H-IIBロケット （参考）    |
| ------------------------------------------------------------------------------------------ | ----------------------------------------------------- | --------------------- | --------------------- | ----------------------------------------------------- | --------------------- | --------------------- | ------------------------- |
| ロケット質量                                                                               | 289 t                                                 | 321 t                 | 351 t                 | 445 t                                                 | 410 t                 | 520 t                 | 551 t                     |
| 第1段                                                                                      | LE-7A                                                 | LE-7A                 | LE-7A                 | LE-7A                                                 | LE-7A                 | LE-7A                 | LE-7A 2基                 |
| 第2段                                                                                      | LE-5B                                                 | LE-5B                 | LE-5B                 | LE-5B                                                 | LE-5B                 | LE-5B                 | LE-5B                     |
| LRB                                                                                        | N/A                                                   | N/A                   | N/A                   | N/A                                                   | 1基 LE-7A 2基         | 2基 LE-7A 4基         | N/A                       |
| SRB-A                                                                                      | 2基                                                   | 2基                   | 2基                   | 4基                                                   | 2基                   | 2基                   | 4基                       |
| SSB                                                                                        | 0                                                     | 2                     | 4                     | N/A                                                   | N/A                   | N/A                   | N/A                       |
| 地球重力脱出 月･惑星探査等                                                                 | 2,500 kg                                              | －                    | －                    | －                                                    | －                    | －                    | －                        |
| スーパーシンクロナス トランスファ軌道 遠地点高度80,000km 近地点高度500 km 軌道傾斜角約20度 | 2,500 kg                                              | －                    | －                    | 4,400 kg                                              | －                    | －                    | －                        |
| 標準静止トランスファ軌道 (GTO)※1 遠地点高度36,226 km 近地点高度250 km 軌道傾斜角28.5度     | 4,000 kg (3,800 kg)※3                                 | 4,500 kg (4,200 kg)※3 | 5,000 kg (4,700 kg)※3 | 6,000 kg (5,800 kg)※3                                 | 7,500 kg              | 9,500 kg              | 8,000 kg                  |
| ロングコースト 静止トランスファ軌道※1 近地点高度2,700 km 軌道傾斜角20度 ⊿Ｖ=1500m/s        | 2,970 kg （高度化適用機） 1,700 kg （高度化非適用機） | －                    | －                    | 4,820 kg （高度化適用機） 2,300 kg （高度化非適用機） | －                    | －                    | 5,500 kg （高度化適用機） |
| 太陽同期軌道(SSO) 高度800 km 軌道傾斜角98.6度                                              | 3,600 kg （夏季） 4,400 kg （冬季）                   | －                    | －                    | －                                                    | －                    | －                    | －                        |
| 低軌道(LEO) 高度300 km 軌道傾斜角30.4度                                                    | 10,000 kg                                             | －                    | －                    | 15,000 kg                                             | 17,000 kg             | 20,000 kg             | 19,000 kg                 |
| HTV軌道※2 遠地点高度300 km 近地点高度200 km 軌道傾斜角51.7度                               | －                                                    | －                    | －                    | 12,000 kg                                             | 15,000 kg             | －                    | 16,500 kg                 |

※1：静止衛星打ち上げの際は、GTOからGSO（静止軌道）へ軌道遷移は衛星側に搭載するアポジエンジンの動力で行う。標準静止トランスファ軌道:静止化増速量1,830 m/s、ロングコースト静止トランスファ軌道:静止化増速量1,500 m/s

※2：HTV軌道とは、宇宙ステーション補給機（HTV）が自力で国際宇宙ステーション軌道へ移行する前に投入される、低高度の楕円軌道。

※3：7号機から13号機までは、燃焼パターンを調整し安定性を高めたSRB-A改良型を装着したため、GTOへの投入能力がおよそ200 - 300 kg少なくなっている。15号機からはSRB-A3が適用され打ち上げ能力を選択できる。

※4：H2Aabcd形式 a=段数（ほぼ2固定） b=LRB数（現在は0固定） c=SRB数 d=SSB数（0は省略）

### ラインナップの変遷

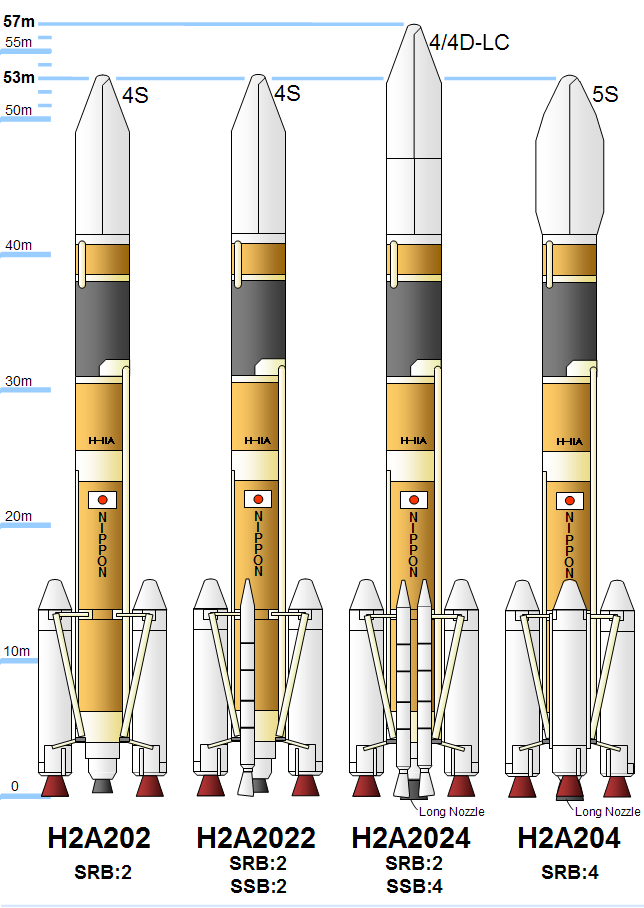
H-IIAロケット ラインナップ

H-IIAロケットには、当初の計画では現在とは若干異なる4つのラインナップ（H2A202型/H2A2022型/H2A2024型/H2A212型）と、将来発展型としてH2A222型が存在した。標準型のH2A202/2022/2024は人工衛星打ち上げ用として、増強型のH2A212型はHTV打ち上げ用に使用される予定であった。しかし、このうちH2A212型は開発途中で中止され、将来発展型とされていたH2A222型においては机上計画のみに終わった。
H2A212型の開発中止の理由は、世界でも稀な回転対称にならない非対称型ロケットであり、その制御に困難が予想されるためであった。
H2A222型においては、メインエンジンのLE-7Aを5基も使用する大規模なクラスタロケットであり、各エンジンの出力などの精密な制御に困難が予測される事に加え、高価で（計画時点で）実績のないLE-7Aエンジンを多数使用する機体となり、製造費用の高騰が予測される事と、信頼性確保の難しさから、実際の開発が行われる事はなかった。
これらの問題点に加え、最も大きかったのはH-IIロケットの相次ぐ失敗に伴う、開発資源の「選択と集中」であった。安価で信頼性向上を目指したH-IIAロケットの早期立ち上げのため、製造済みであったH-IIロケット7号機の打ち上げは中止され、H-IIAロケットの標準型である20xx型の開発のみに注力した。
5.8 tの衛星ETS-VIII（きく8号）は当初、静止トランスファ軌道に7.5 tの打ち上げ能力を持つH2A212型を前提として開発が進められていた、そのままでは打ち上げられるロケットが無いため、SRB-Aを4本配し静止トランスファ軌道6 t級の能力を持つH2A204型が新たに開発された。
HTV打ち上げ用には、費用と技術的な課題を出来るだけ抑えるため、H2A212型に代わってH-IIA+ロケットの構想が提案された。 1段目機体の直径を4 mから5 m級に拡張してメインエンジンのLE-7Aを2台配し、その周りにSRB-Aを4基装着されている。H2A212型と比べ、静止トランスファ軌道投入能力が7.5 tから8 tへ、HTV打ち上げ能力が15 tから16 tへと向上するとされる。これにより、HTVによる国際宇宙ステーション(ISS)への物資輸送回数を減らして打ち上げ費用を削減する事ができるとされる。この構想は、H-IIBロケットへと名前を変えて、2005年秋に開発フェーズへと移行した。
H-IIAロケットの打ち上げ担当は2007年度から民間企業である三菱重工へ移管された。三菱重工では生産ラインを整理するため、SSBを使用するH2A2022型・H2A2024型の廃止を表明している。これにより、2007年度以降に受注されたH-IIAロケットのラインアップはH2A202型とH2A204型の2つに集約されている。
| プロトン-M             | ロシア   | 2001 | 46° | 705 | 23    | 6.15 | 3.25  | 4.335 | 78/80   |
| アリアン5 ECA          | 欧州連合 | 2002 | 5°  | 780 | 21.0  | 9.6  |       | 5.4   | 46/47   |
| ゼニット 3SL           | ロシア   | 1999 | 0°  | 473 | 7.0   | 6.16 | 2.9   | 4.15  | 33/36   |
| デルタ IV Heavy        | アメリカ | 2004 | 28° | 732 | 28.79 | 10.1 | 6.75  | 5.1   | 8/8     |
| デルタ IV Medium+(5.4) | アメリカ | 2009 | 28° | 399 | 14.14 | 5.4  | 3.12  | 5.1   | 4/4     |
| アトラス V 551         | アメリカ | 2006 | 28° | 541 | 18,8  | 6.86 | 3.904 | 3.8   | 5/5     |
| アトラス V 521         | アメリカ | 2003 | 28° | 419 | 13.49 | 4.88 | 2.63  | 3.8   | 2/2     |
| ファルコン9 Block5     | アメリカ | 2018 | 28° | 549 | 22.8  | 8.3  |       | 3.65  | 319/320 |
| H-IIB                  | 日本     | 2009 | 30° | 531 | 19    | 5.5  | 4     | 5.1   | 9/9     |
| H-IIA 204              | 日本     | 2006 | 30° | 445 | 15    | 4.6  | 3     | 4     | 1/1     |
| 長征3号B               | 中国     | 1996 | 28° | 426 |       |      |       | 4.2   | 25/26   |

## 打ち上げ履歴の一覧
全て種子島宇宙センター大崎射場吉信第1射点（LP-1）から打上げ。

### 衛星打ち上げ履歴
| No.          | 画像                                     | 打上げ日時 （日本時間）     | 成否 | 積荷                                                                   | 衛星概要 | 軌道                           | 備考 |
| ------------ | ---------------------------------------- | --------------------------- | ---- | ---------------------------------------------------------------------- | --- | ------------------------------ | --- |
| 試験機 1号機 |                                          | 2001年8月29日 16時00分      | 成功 | ロケット性能確認用ペイロード2型（VEP-2）                               | | GTO                            | ARTEMISとDASHを搭載予定だったが、開発が遅れたため性能確認用のペイロード搭載 8月25日の予定が機器の作動不良により延期 |
| 試験機 1号機 | LRE                                      | 2001年8月29日 16時00分      | 成功 | レーザ測距装置                                                         | | GTO                            | ARTEMISとDASHを搭載予定だったが、開発が遅れたため性能確認用のペイロード搭載 8月25日の予定が機器の作動不良により延期 |
| 試験機 2号機 |                                          | 2002年2月4日 11時45分       | 成功 | つばさ（MDS-1）                                                        | 民生部品・コンポーネント実証衛星 | GTO                            | つばさの民生部品放射線被曝特性試験のため、ヴァン・アレン帯を通過するGTO（軌道傾斜角約 28.5 度）に投入 1月31日の予定が天候不良と部品交換等により延期 DASHはロケット側が分離コマンドを発行したが、衛星の製作ミスで分離機構が不動作、下部フェアリングからの分離に失敗 ミッション終了後に第2段の再々着火予備試験を行った |
| 試験機 2号機 | DASH （衛星側の失敗）                    | 2002年2月4日 11時45分       | 成功 | ISASの高速再突入実験機                                                 | | GTO                            | つばさの民生部品放射線被曝特性試験のため、ヴァン・アレン帯を通過するGTO（軌道傾斜角約 28.5 度）に投入 1月31日の予定が天候不良と部品交換等により延期 DASHはロケット側が分離コマンドを発行したが、衛星の製作ミスで分離機構が不動作、下部フェアリングからの分離に失敗 ミッション終了後に第2段の再々着火予備試験を行った |
| 試験機 2号機 | ロケット性能確認用ペイロード3型（VEP-3） | 2002年2月4日 11時45分       | 成功 |                                                                        | | GTO                            | つばさの民生部品放射線被曝特性試験のため、ヴァン・アレン帯を通過するGTO（軌道傾斜角約 28.5 度）に投入 1月31日の予定が天候不良と部品交換等により延期 DASHはロケット側が分離コマンドを発行したが、衛星の製作ミスで分離機構が不動作、下部フェアリングからの分離に失敗 ミッション終了後に第2段の再々着火予備試験を行った |
| 3号機        |                                          | 2002年9月10日 17時20分      | 成功 | こだま（DRTS）                                                         | データ中継技術衛星 | GTO →GSO                       | 当初の予定通り延期無く打上げ |
| 3号機        | USERS                                    | 2002年9月10日 17時20分      | 成功 | 財団法人無人宇宙実験システム研究開発機構の次世代型無人宇宙実験システム | LEO |                                | 当初の予定通り延期無く打上げ |
| 4号機        | 画像提供依頼中                           | 2002年12月14日 10時31分     | 成功 | みどりII（ADEOS-II）                                                   | 環境観測技術衛星II型 | SSO                            | 日本初の海外製人工衛星打ち上げ（無償打ち上げ） 当初の予定通り延期無く打上げ |
| 4号機        | 画像提供依頼中                           | 2002年12月14日 10時31分     | 成功 | FedSat                                                                 | オーストラリア連邦科学産業研究機構（CSIRO）の小型電磁圏・プラズマ圏観測衛星                                                             | SSO                            | 日本初の海外製人工衛星打ち上げ（無償打ち上げ） 当初の予定通り延期無く打上げ |
| 4号機        | 画像提供依頼中                           | 2002年12月14日 10時31分     | 成功 | 観太くん（WEOS）                                                       | 千葉工業大学の鯨生態観測衛星 | SSO                            | 日本初の海外製人工衛星打ち上げ（無償打ち上げ） 当初の予定通り延期無く打上げ |
| 4号機        | 画像提供依頼中                           | 2002年12月14日 10時31分     | 成功 | マイクロラブサット1号機（μ-LabSat）                                    | NASDA技術研究本部の小型実証衛星 | SSO                            | 日本初の海外製人工衛星打ち上げ（無償打ち上げ） 当初の予定通り延期無く打上げ |
| 5号機        | 画像提供依頼中                           | 2003年3月28日 10時27分      | 成功 | 情報収集衛星光学1号機（IGS-1A）                                        | | 非公開 （SSO）                 | 安全保障上の理由で詳しい軌道要素は公開されないが、NSSDC IDから、高度約490kmの太陽同期準回帰軌道 (SSO)、軌道傾斜角は約97.3°、日本付近を通過する時刻は10:30 - 11:00と判明 |
| 5号機        | 画像提供依頼中                           | 2003年3月28日 10時27分      | 成功 | 情報収集衛星レーダ1号機（IGS-1B）                                      | | 非公開 （SSO）                 | 安全保障上の理由で詳しい軌道要素は公開されないが、NSSDC IDから、高度約490kmの太陽同期準回帰軌道 (SSO)、軌道傾斜角は約97.3°、日本付近を通過する時刻は10:30 - 11:00と判明 |
| 6号機        | 画像提供依頼中                           | 2003年11月29日 13時33分     | 失敗 | 情報収集衛星光学2号機（IGS-2A）                                        | | 非公開 （SSO）                 | MTSAT-1Rを搭載する予定だったが、衛星製作の遅延で延期され、代替で情報収集衛星2号を搭載 当初の打ち上げ予定日は9月10日 SRB-A1本が燃焼後分離されず予定速度が得られなかった為、衛星軌道投入が不可能と判断、空中で指令破壊                                                                                                 |
| 6号機        | 画像提供依頼中                           | 2003年11月29日 13時33分     | 失敗 | 情報収集衛星レーダ2号機（IGS-2B）                                      | | 非公開 （SSO）                 | MTSAT-1Rを搭載する予定だったが、衛星製作の遅延で延期され、代替で情報収集衛星2号を搭載 当初の打ち上げ予定日は9月10日 SRB-A1本が燃焼後分離されず予定速度が得られなかった為、衛星軌道投入が不可能と判断、空中で指令破壊                                                                                                 |
| 7号機        |                                          | 2005年2月26日 18時25分      | 成功 | ひまわり6号（MTSAT-1R）                                                | 運輸多目的衛星新1号 | GTO →GSO                       | RSC打ち上げサービスによる打ち上げ 2月24日の予定が天候不良により延期 ミッション終了後に第2段の再々着火に係るデータ取得を行った |
| 8号機        | 画像提供依頼中                           | 2006年1月24日 10時33分      | 成功 | だいち（ALOS）                                                         | 陸域観測技術衛星 | SSO                            | 1月19日の予定が搭載機器の不適合のため延期 日本のロケットで初めて、ロケット本体の壁面にエコマークと搭載衛星のロゴが掲出された |
| 9号機        | 画像提供依頼中                           | 2006年2月18日 15時27分      | 成功 | ひまわり7号（MTSAT-2）                                                 | 運輸多目的衛星新2号 | GTO →GSO                       | RSC打ち上げサービスによる打ち上げ 2月15日の予定を8号機の打上げ延期に伴い再設定し、予定通り延期無く打上げ 1か月間に2回の大型ロケット打ち上げに成功したのは日本の宇宙開発史上初 |
| 10号機       | 画像提供依頼中                           | 2006年9月11日 13時35分      | 成功 | 情報収集衛星光学2号機（IGS-3A）                                        | 6号機で打ち上げに失敗したIGS-2Bの代替機                                                                                                 | 非公開 （SSO）                 | 9月10日の予定が天候不良により延期 |
| 11号機       | 画像提供依頼中                           | 2006年12月18日 15時32分     | 成功 | きく8号（ETS-VIII）                                                    | 技術試験衛星 | GTO →GSO                       | 12月16日の予定が天候不良により延期 |
| 12号機       |                                          | 2007年2月24日 13時41分      | 成功 | 情報収集衛星レーダ2号機（IGS-4A）                                      | | 非公開 (SSO)                   | 2月15日の予定が天候不良により延期 高度490km付近を周回していると報道された |
| 12号機       | 情報収集衛星光学3号実証機（IGS-4B）      | 2007年2月24日 13時41分      | 成功 |                                                                        | | 非公開 (SSO)                   | 2月15日の予定が天候不良により延期 高度490km付近を周回していると報道された |
| 13号機       |                                          | 2007年9月14日 10時31分1秒   | 成功 | かぐや（SELENE）                                                       | 月周回衛星 | 月遷移 →月周回                 | 13号機から打ち上げ業務が三菱重工に移管された 8月16日の予定が子衛星の製造不良と天候不良により延期 |
| 14号機       |                                          | 2008年2月23日 17時55分      | 成功 | きずな（WINDS）                                                        | 超高速インターネット衛星 | GTO →GSO                       | 2月15日の予定が機器の作動不良により延期 |
| 15号機       |                                          | 2009年1月23日 12時54分      | 成功 | いぶき（GOSAT）                                                        | 温室効果ガス観測技術衛星 | SSO                            | 1月21日の予定が天候不良により延期 日本で衛星8基の同時打ち上げは過去最多 ロケットの上段部分はスペースデブリとなり長らく地球を周回していたが、アストロスケールが運用するADRAS-Jのターゲットとして利用され、2024年に宇宙空間における画像が公開された                                                                    |
| 15号機       | かがやき（SORUNSAT-1）                   | 2009年1月23日 12時54分      | 成功 | ソラン株式会社のオーロラ撮像・アウトリーチ衛星                         | | SSO                            | 1月21日の予定が天候不良により延期 日本で衛星8基の同時打ち上げは過去最多 ロケットの上段部分はスペースデブリとなり長らく地球を周回していたが、アストロスケールが運用するADRAS-Jのターゲットとして利用され、2024年に宇宙空間における画像が公開された                                                                    |
| 15号機       | 空海（STARS）                            | 2009年1月23日 12時54分      | 成功 | 香川大学のテザー宇宙ロボット技術実験衛星                               | | SSO                            | 1月21日の予定が天候不良により延期 日本で衛星8基の同時打ち上げは過去最多 ロケットの上段部分はスペースデブリとなり長らく地球を周回していたが、アストロスケールが運用するADRAS-Jのターゲットとして利用され、2024年に宇宙空間における画像が公開された                                                                    |
| 15号機       | 輝汐（KKS-1）                            | 2009年1月23日 12時54分      | 成功 | 東京都立産業技術高等専門学校のマイクロスラスタ3軸姿勢制御実証衛星      | | SSO                            | 1月21日の予定が天候不良により延期 日本で衛星8基の同時打ち上げは過去最多 ロケットの上段部分はスペースデブリとなり長らく地球を周回していたが、アストロスケールが運用するADRAS-Jのターゲットとして利用され、2024年に宇宙空間における画像が公開された                                                                    |
| 15号機       | ひとみ（PRISM）                          | 2009年1月23日 12時54分      | 成功 | 東京大学の地球観測衛星                                                 | | SSO                            | 1月21日の予定が天候不良により延期 日本で衛星8基の同時打ち上げは過去最多 ロケットの上段部分はスペースデブリとなり長らく地球を周回していたが、アストロスケールが運用するADRAS-Jのターゲットとして利用され、2024年に宇宙空間における画像が公開された                                                                    |
| 15号機       | まいど1号（SOHLA-1）                     | 2009年1月23日 12時54分      | 成功 | 東大阪宇宙開発協同組合の雷観測衛星                                     | | SSO                            | 1月21日の予定が天候不良により延期 日本で衛星8基の同時打ち上げは過去最多 ロケットの上段部分はスペースデブリとなり長らく地球を周回していたが、アストロスケールが運用するADRAS-Jのターゲットとして利用され、2024年に宇宙空間における画像が公開された                                                                    |
| 15号機       | 雷神（SPRITE-SAT）                       | 2009年1月23日 12時54分      | 成功 | 東北大学のスプライト観測衛星                                           | | SSO                            | 1月21日の予定が天候不良により延期 日本で衛星8基の同時打ち上げは過去最多 ロケットの上段部分はスペースデブリとなり長らく地球を周回していたが、アストロスケールが運用するADRAS-Jのターゲットとして利用され、2024年に宇宙空間における画像が公開された                                                                    |
| 15号機       | 小型実証衛星1型（SDS-1）                 | 2009年1月23日 12時54分      | 成功 | JAXA開発のコンポーネント技術実証衛星                                   | | SSO                            | 1月21日の予定が天候不良により延期 日本で衛星8基の同時打ち上げは過去最多 ロケットの上段部分はスペースデブリとなり長らく地球を周回していたが、アストロスケールが運用するADRAS-Jのターゲットとして利用され、2024年に宇宙空間における画像が公開された                                                                    |
| 16号機       |                                          | 2009年11月28日 10時21分     | 成功 | 情報収集衛星光学3号機（IGS-5A）                                        | 分解能を60 cm級に高め耐用年数5年を経過した光学1号機を代替する                                                                           | 非公開 (SSO)                   | |
| 17号機       |                                          | 2010年5月21日 6時58分22秒   | 成功 | あかつき (PLANET-C)                                                    | 金星探査機 | 惑星間                         | 大型液体燃料ロケットでの惑星間軌道打ち上げと、惑星間軌道でのあいのり打ち上げは日本初 5月18日の予定が天候不良により延期 第2段ごと地球重力圏を脱出している 世界初の大学開発の深宇宙衛星(しんえん)を打ち上げ |
| 17号機       | IKAROS                                   | 2010年5月21日 6時58分22秒   | 成功 | 小型ソーラー電力セイル実証機                                           | | 惑星間                         | 大型液体燃料ロケットでの惑星間軌道打ち上げと、惑星間軌道でのあいのり打ち上げは日本初 5月18日の予定が天候不良により延期 第2段ごと地球重力圏を脱出している 世界初の大学開発の深宇宙衛星(しんえん)を打ち上げ |
| 17号機       | しんえん (UNITEC-1)                      | 2010年5月21日 6時58分22秒   | 成功 | 大学宇宙工学コンソーシアムの衛星                                       | | 惑星間                         | 大型液体燃料ロケットでの惑星間軌道打ち上げと、惑星間軌道でのあいのり打ち上げは日本初 5月18日の予定が天候不良により延期 第2段ごと地球重力圏を脱出している 世界初の大学開発の深宇宙衛星(しんえん)を打ち上げ |
| 17号機       | WASEDA-SAT2                              | 2010年5月21日 6時58分22秒   | 成功 | 早稲田大学の衛星                                                       | LEO |                                | 大型液体燃料ロケットでの惑星間軌道打ち上げと、惑星間軌道でのあいのり打ち上げは日本初 5月18日の予定が天候不良により延期 第2段ごと地球重力圏を脱出している 世界初の大学開発の深宇宙衛星(しんえん)を打ち上げ |
| 17号機       | ハヤト (KSAT)                            | 2010年5月21日 6時58分22秒   | 成功 | 鹿児島大学の衛星                                                       | LEO |                                | 大型液体燃料ロケットでの惑星間軌道打ち上げと、惑星間軌道でのあいのり打ち上げは日本初 5月18日の予定が天候不良により延期 第2段ごと地球重力圏を脱出している 世界初の大学開発の深宇宙衛星(しんえん)を打ち上げ |
| 17号機       | Negai☆″                                  | 2010年5月21日 6時58分22秒   | 成功 | 創価大学の衛星                                                         | LEO |                                | 大型液体燃料ロケットでの惑星間軌道打ち上げと、惑星間軌道でのあいのり打ち上げは日本初 5月18日の予定が天候不良により延期 第2段ごと地球重力圏を脱出している 世界初の大学開発の深宇宙衛星(しんえん)を打ち上げ |
| 18号機       |                                          | 2010年9月11日 20時17分      | 成功 | みちびき (QZS-1)                                                       | 準天頂衛星システムの初号機、GPSの精度向上が目的                                                                                         | GTO →QZO                       | 軌道傾斜角31.9度のGTOは、GSOに移るGTOに比べ傾斜がやや高い 8月2日の予定が衛星部品の交換のため延期 |
| 19号機       |                                          | 2011年9月23日 13時36分      | 成功 | 情報収集衛星光学4号機（IGS-6A）                                        | 分解能は3号機と同じだがポインティング性能が向上し、設計寿命を経過した光学2号機を代替する                                                | 非公開 (SSO)                   | 8月28日の予定が機器の不適合と天候不良により延期 |
| 20号機       |                                          | 2011年12月12日 10時21分     | 成功 | 情報収集衛星レーダ3号機（IGS-7A）                                      | 分解能を約1mに向上させ、電源不具合対策も実施した                                                                                        | 非公開 (SSO)                   | 12月11日の予定が天候不良により延期 |
| 21号機       |                                          | 2012年5月18日 1時39分       | 成功 | しずく（GCOM-W1）                                                      | 第一期水循環変動観測衛星(A-train計画の一環）                                                                                            | SSO                            | 「基幹ロケット高度化」の一要素である「静止衛星打ち上げ対応能力の向上」のための先行的実験として、第二段を白色に塗り従前との液体水素の蒸発の違いを調べる 当初の予定通り延期無く打上げ 日本初の海外衛星の有償打ち上げ(アリラン3号)                                                                                      |
| 21号機       | アリラン3号（KOMPSAT-3）                 | 2012年5月18日 1時39分       | 成功 | KARIの多目的実用衛星（地球観測衛星）                                   | | SSO                            | 「基幹ロケット高度化」の一要素である「静止衛星打ち上げ対応能力の向上」のための先行的実験として、第二段を白色に塗り従前との液体水素の蒸発の違いを調べる 当初の予定通り延期無く打上げ 日本初の海外衛星の有償打ち上げ(アリラン3号)                                                                                      |
| 21号機       | 小型実証衛星4型（SDS-4）                 | 2012年5月18日 1時39分       | 成功 | コンポーネント技術実証衛星                                             | | SSO                            | 「基幹ロケット高度化」の一要素である「静止衛星打ち上げ対応能力の向上」のための先行的実験として、第二段を白色に塗り従前との液体水素の蒸発の違いを調べる 当初の予定通り延期無く打上げ 日本初の海外衛星の有償打ち上げ(アリラン3号)                                                                                      |
| 21号機       | 鳳龍弐号                                 | 2012年5月18日 1時39分       | 成功 | 九州工業大学の小型実証衛星                                             | | SSO                            | 「基幹ロケット高度化」の一要素である「静止衛星打ち上げ対応能力の向上」のための先行的実験として、第二段を白色に塗り従前との液体水素の蒸発の違いを調べる 当初の予定通り延期無く打上げ 日本初の海外衛星の有償打ち上げ(アリラン3号)                                                                                      |
| 22号機       |                                          | 2013年1月27日 13時40分      | 成功 | 情報収集衛星レーダ4号機（IGS-8A）                                      | | 非公開 (SSO)                   | 当初の予定通り延期無く打上げ |
| 22号機       | 情報収集衛星光学5号実証機（IGS-8B）      | 2013年1月27日 13時40分      | 成功 |                                                                        | | 非公開 (SSO)                   | 当初の予定通り延期無く打上げ |
| 23号機       |                                          | 2014年2月28日 3時37分       | 成功 | GPM主衛星                                                              | 全球降水観測計画主衛星 | LEO                            | 計画書の期間内に延期無く打上げ |
| 23号機       | ぎんれい (ShindaiSat)                    | 2014年2月28日 3時37分       | 成功 | 信州大学の可視光通信実験衛星                                           | | LEO                            | 計画書の期間内に延期無く打上げ |
| 23号機       | GENNAI (STARS-II)                        | 2014年2月28日 3時37分       | 成功 | 香川大学の衛星                                                         | | LEO                            | 計画書の期間内に延期無く打上げ |
| 23号機       | TeikyoSat-3                              | 2014年2月28日 3時37分       | 成功 | 帝京大学の微生物観察衛星                                               | | LEO                            | 計画書の期間内に延期無く打上げ |
| 23号機       | 結 (ゆい) (ITF-1)                        | 2014年2月28日 3時37分       | 成功 | 筑波大学の衛星                                                         | | LEO                            | 計画書の期間内に延期無く打上げ |
| 23号機       | OPUSAT                                   | 2014年2月28日 3時37分       | 成功 | 大阪府立大学の衛星                                                     | | LEO                            | 計画書の期間内に延期無く打上げ |
| 23号機       | INVADER                                  | 2014年2月28日 3時37分       | 成功 | 多摩美術大学、東京大学共同開発の芸術衛星                               | | LEO                            | 計画書の期間内に延期無く打上げ |
| 23号機       | ハヤトII (KSAT2)                         | 2014年2月28日 3時37分       | 成功 | 鹿児島大学の衛星                                                       | | LEO                            | 計画書の期間内に延期無く打上げ |
| 24号機       |                                          | 2014年5月24日 12時05分14秒  | 成功 | だいち2号 (ALOS-2)                                                     | 陸域観測技術衛星2号 | SSO                            | 「基幹ロケット高度化」の一要素である「静止衛星打ち上げ対応能力の向上」の先行的実験として、第2段エンジンの新しい予冷方法に係るデータ取得を行った 計画書の予定通り延期無く打上げ |
| 24号機       | SPROUT                                   | 2014年5月24日 12時05分14秒  | 成功 | 日本大学の衛星                                                         | | SSO                            | 「基幹ロケット高度化」の一要素である「静止衛星打ち上げ対応能力の向上」の先行的実験として、第2段エンジンの新しい予冷方法に係るデータ取得を行った 計画書の予定通り延期無く打上げ |
| 24号機       | 雷神2                                    | 2014年5月24日 12時05分14秒  | 成功 | 東北大学の衛星                                                         | | SSO                            | 「基幹ロケット高度化」の一要素である「静止衛星打ち上げ対応能力の向上」の先行的実験として、第2段エンジンの新しい予冷方法に係るデータ取得を行った 計画書の予定通り延期無く打上げ |
| 24号機       | UNIFORM-1                                | 2014年5月24日 12時05分14秒  | 成功 | 和歌山大学の衛星                                                       | | SSO                            | 「基幹ロケット高度化」の一要素である「静止衛星打ち上げ対応能力の向上」の先行的実験として、第2段エンジンの新しい予冷方法に係るデータ取得を行った 計画書の予定通り延期無く打上げ |
| 24号機       | SOCRATES                                 | 2014年5月24日 12時05分14秒  | 成功 | 株式会社エイ・イー・エスの衛星                                         | | SSO                            | 「基幹ロケット高度化」の一要素である「静止衛星打ち上げ対応能力の向上」の先行的実験として、第2段エンジンの新しい予冷方法に係るデータ取得を行った 計画書の予定通り延期無く打上げ |
| 25号機       |                                          | 2014年10月7日 14時16分      | 成功 | ひまわり8号（Himawari-8）                                              | 静止気象衛星 | GTO →GSO                       | 当初の予定通り延期なく打ち上げ |
| 26号機       |                                          | 2014年12月3日 13時22分04秒  | 成功 | はやぶさ2 （Hayabusa2）                                                | 小惑星探査機 | 太陽周回軌道                   | 「基幹ロケット高度化」の一要素である「静止衛星打ち上げ対応能力の向上」の先行的実験として、21号機と24号機で行った第2段機体の白色塗装と第2段エンジンの新開発予冷を合わせて適用した 11月30日打ち上げ予定が、天候不良により12月1日、12月3日と2度延期                                                                     |
| 26号機       | しんえん2                                | 2014年12月3日 13時22分04秒  | 成功 | 九州工業大学の衛星                                                     | | 太陽周回軌道                   | 「基幹ロケット高度化」の一要素である「静止衛星打ち上げ対応能力の向上」の先行的実験として、21号機と24号機で行った第2段機体の白色塗装と第2段エンジンの新開発予冷を合わせて適用した 11月30日打ち上げ予定が、天候不良により12月1日、12月3日と2度延期                                                                     |
| 26号機       | ARTSAT2-DESPATCH                         | 2014年12月3日 13時22分04秒  | 成功 | 多摩美術大学の衛星                                                     | | 太陽周回軌道                   | 「基幹ロケット高度化」の一要素である「静止衛星打ち上げ対応能力の向上」の先行的実験として、21号機と24号機で行った第2段機体の白色塗装と第2段エンジンの新開発予冷を合わせて適用した 11月30日打ち上げ予定が、天候不良により12月1日、12月3日と2度延期                                                                     |
| 26号機       | PROCYON                                  | 2014年12月3日 13時22分04秒  | 成功 | 東京大学の衛星                                                         | | 太陽周回軌道                   | 「基幹ロケット高度化」の一要素である「静止衛星打ち上げ対応能力の向上」の先行的実験として、21号機と24号機で行った第2段機体の白色塗装と第2段エンジンの新開発予冷を合わせて適用した 11月30日打ち上げ予定が、天候不良により12月1日、12月3日と2度延期                                                                     |
| 27号機       |                                          | 2015年2月1日 10時21分       | 成功 | 情報収集衛星レーダ予備機                                               | レーダ3号機と4号機の同型の予備機 | 非公開 (SSO)                   | 1月29日の予定が天候不良により延期 |
| 28号機       |                                          | 2015年3月26日 10時21分      | 成功 | 情報収集衛星光学5号機                                                  | | 非公開 (SSO)                   | 当初の予定通り延期なく打ち上げ |
| 29号機       |                                          | 2015年11月24日 15時50分     | 成功 | Telstar 12 VANTAGE                                                     | カナダテレサット社の通信放送衛星 | GTO (ロングコースト) →GSO      | 日本初の衛星相乗りでない純粋な商業打ち上げ 「基幹ロケット高度化」のうち「静止衛星打ち上げ対応能力の向上」のみ初適用 警戒区域内へ船舶が進入したため当初打ち上げ予定の15時23分から延期して打ち上げ 主衛星分離まで過去最長の4時間27分                                                                                   |
| 30号機       |                                          | 2016年2月17日 17時45分      | 成功 | ひとみ (ASTRO-H)                                                       | X線観測天文衛星 | LEO                            | 2月12日の予定が天候不良により延期 「基幹ロケット高度化」のうち「衛星搭載環境の緩和」の先行的実験として低衝撃型衛星分離部のダミー機構の作動実験を行った |
| 30号機       | ChubuSat-2                               | 2016年2月17日 17時45分      | 成功 | 名古屋大学の衛星                                                       | | LEO                            | 2月12日の予定が天候不良により延期 「基幹ロケット高度化」のうち「衛星搭載環境の緩和」の先行的実験として低衝撃型衛星分離部のダミー機構の作動実験を行った |
| 30号機       | ChubuSat-3                               | 2016年2月17日 17時45分      | 成功 | 三菱重工業の衛星                                                       | | LEO                            | 2月12日の予定が天候不良により延期 「基幹ロケット高度化」のうち「衛星搭載環境の緩和」の先行的実験として低衝撃型衛星分離部のダミー機構の作動実験を行った |
| 30号機       | 鳳龍4号                                  | 2016年2月17日 17時45分      | 成功 | 九州工業大学の衛星                                                     | | LEO                            | 2月12日の予定が天候不良により延期 「基幹ロケット高度化」のうち「衛星搭載環境の緩和」の先行的実験として低衝撃型衛星分離部のダミー機構の作動実験を行った |
| 31号機       |                                          | 2016年11月2日 15時20分      | 成功 | ひまわり9号 （Himawari-9）                                             | 静止気象衛星 | GTO →GSO                       | 「基幹ロケット高度化」の「静止衛星打ち上げ対応能力の向上」は適用せず 11月1日の予定が天候不良により延期 |
| 32号機       | H-IIAロケット32号機打ち上げ              | 2017年1月24日 16時44分      | 成功 | きらめき2号 （DSN-2）                                                  | 防衛通信衛星 防衛省初の独自衛星で整備から運用まで一括してPFI方式で行う                                                                  | GTO →GSO                       | スカパーJSAT株式会社の子会社である株式会社ディー・エス・エヌから衛星打上げ輸送サービスを受注 「基幹ロケット高度化」の「静止衛星打ち上げ対応能力の向上」は適用せず 当初の予定通り延期なく打ち上げ 情報収集衛星と同様に、JAXAによる生放送等は無し                                                                      |
| 33号機       |                                          | 2017年3月17日 10時20分      | 成功 | 情報収集衛星レーダ5号機                                                | | 非公開 (SSO)                   | 3月16日の予定が天候不良により延期 |
| 34号機       |                                          | 2017年6月1日 9時17分46秒    | 成功 | みちびき2号機 (QZS-2)                                                  | 準天頂衛星システムの2号機、GPSの精度向上が目的                                                                                          | GTO →QZO                       | 当初の予定通り延期なく打ち上げ |
| 35号機       |                                          | 2017年8月19日 14時29分      | 成功 | みちびき3号機 (QZS-3)                                                  | 準天頂衛星システムの3号機 | GTO →GSO                       | 8月11日の予定が天候不良により延期し、さらに8月12日の予定が機体の不適合のため延期 |
| 36号機       |                                          | 2017年10月10日 7時01分37秒  | 成功 | みちびき4号機 (QZS-4)                                                  | 準天頂衛星システムの4号機 | GTO →QZO                       | 当初の予定通り延期なく打ち上げ |
| 37号機       |                                          | 2017年12月23日 10時26分22秒 | 成功 | しきさい (GCOM-C)                                                      | 気候変動観測衛星 | SSO                            | 「基幹ロケット高度化」の「静止衛星打ち上げ対応能力の向上」を応用して異なる高度の軌道に複数の衛星を初投入、「地上設備の簡素化」を初適用 当初の予定通り延期なく打ち上げ |
| 37号機       | つばめ (SLATS)                           | 2017年12月23日 10時26分22秒 | 成功 | 超低高度衛星技術試験機                                                 | LEO |                                | 「基幹ロケット高度化」の「静止衛星打ち上げ対応能力の向上」を応用して異なる高度の軌道に複数の衛星を初投入、「地上設備の簡素化」を初適用 当初の予定通り延期なく打ち上げ |
| 38号機       |                                          | 2018年2月27日 13時34分      | 成功 | 情報収集衛星光学6号機                                                  | | 非公開 (SSO)                   | 2月25日の予定が天候不良により延期 |
| 39号機       |                                          | 2018年6月12日 13時20分      | 成功 | 情報収集衛星レーダ6号機                                                | | 非公開 (SSO)                   | 6月11日の予定が天候不良により延期 |
| 40号機       |                                          | 2018年10月29日 13時08分     | 成功 | いぶき2号（GOSAT-2）                                                   | 温室効果ガス観測技術衛星2号 | SSO                            | 海外から受注した3機目の商業打ち上げ（KhalifaSat） 当初の予定通り延期なく打ち上げ |
| 40号機       | KhalifaSat                               | 2018年10月29日 13時08分     | 成功 | アラブ首長国連邦の地球観測衛星                                         | | SSO                            | 海外から受注した3機目の商業打ち上げ（KhalifaSat） 当初の予定通り延期なく打ち上げ |
| 40号機       | DIWATA-2B                                | 2018年10月29日 13時08分     | 成功 | 東北大学のフィリピン向け災害監視・天然資源観測衛星                     | | SSO                            | 海外から受注した3機目の商業打ち上げ（KhalifaSat） 当初の予定通り延期なく打ち上げ |
| 40号機       | （模擬重量物）                           | 2018年10月29日 13時08分     | 成功 | プロイテレス-2の搭載延期に伴うダミー                                   | | SSO                            | 海外から受注した3機目の商業打ち上げ（KhalifaSat） 当初の予定通り延期なく打ち上げ |
| 40号機       | てんこう                                 | 2018年10月29日 13時08分     | 成功 | 九州工業大学の地球低軌道環境観測衛星                                   | | SSO                            | 海外から受注した3機目の商業打ち上げ（KhalifaSat） 当初の予定通り延期なく打ち上げ |
| 40号機       | stars-AO                                 | 2018年10月29日 13時08分     | 成功 | 静岡大学の天体観測・無線技術実証衛星                                   | | SSO                            | 海外から受注した3機目の商業打ち上げ（KhalifaSat） 当初の予定通り延期なく打ち上げ |
| 40号機       | AUTcube2                                 | 2018年10月29日 13時08分     | 成功 | 愛知工科大学の通信・撮影・電磁波調査衛星                               | | SSO                            | 海外から受注した3機目の商業打ち上げ（KhalifaSat） 当初の予定通り延期なく打ち上げ |
| 41号機       | 画像提供依頼中                           | 2020年2月9日 10時34分       | 成功 | 情報収集衛星光学7号機                                                  | | 非公開 (SSO)                   | 1月27日の予定が天候不良により延期し、さらに翌28日の予定も地上設備の不具合で延期 |
| 42号機       | 画像提供依頼中                           | 2020年7月20日 6時58分14秒   | 成功 | Hope (al-Amal)                                                         | アラブ首長国連邦の火星探査機 | 惑星間                         | 7月15日の予定が天候不良により延期 |
| 43号機       | 画像提供依頼中                           | 2020年11月29日 16時25分     | 成功 | データ中継衛星1号機・光データ中継衛星                                  | JAXA側からの呼称は「光データ中継衛星」、内閣衛星情報センター側からの情報収集衛星システムの中継衛星としての呼称は「データ中継衛星1号機」 | GTO                            | 当初の予定通り延期なく打ち上げ |
| 44号機       | 画像提供依頼中                           | 2021年10月26日 11時19分37秒 | 成功 | みちびき初号機後継機 (QZS-1R)                                          | 準天頂衛星システムの初号機後継機 | GTO →QZO                       | 10月25日の予定が天候不良により延期 |
| 45号機       | 画像提供依頼中                           | 2021年12月23日 0時32分00秒  | 成功 | Inmarsat-6 F1                                                          | イギリスの通信衛星 | GTO(スーパーシンクロナス) →GSO | 初のスーパーシンクロナス・トランスファー軌道 12月21日の予定が天候不良により延期、予定は22日23時33分であったが機体の温度データに異常が見つかり、機体確認を行ったため予定から1時間遅れた |
| 46号機       | 画像提供依頼中                           | 2023年1月26日 10時50分      | 成功 | 情報収集衛星レーダ7号機                                                | | 非公開 (SSO)                   | 1月25日の予定が天候不良により延期 |
| 47号機       |                                          | 2023年9月7日 8時42分11秒    | 成功 | X線分光撮像衛星 (XRISM)                                                | X線天文衛星ひとみ後継機 | LEO                            | 2023年5月の打上げを予定していたが、3月のH3ロケット試験機1号機打上げ失敗の影響で8月26日、天候悪化予想により8月27日、8月28日に延期、28日は上空の風が強く中止 |
| 47号機       | 小型月着陸実証機 (SLIM)                  | 2023年9月7日 8時42分11秒    | 成功 | 軟着陸をめざす実験機                                                   | 楕円 →月遷移 |                                | 2023年5月の打上げを予定していたが、3月のH3ロケット試験機1号機打上げ失敗の影響で8月26日、天候悪化予想により8月27日、8月28日に延期、28日は上空の風が強く中止 |
| 48号機       |                                          | 2024年1月12日 13時44分26秒  | 成功 | 情報収集衛星光学8号機                                                  | | 非公開 (SSO)                   | 1月11日の予定が天候悪化予想により延期 |
| 49号機       |                                          | 2024年9月26日 14時24分20秒  | 成功 | 情報収集衛星レーダ8号機                                                | | 非公開 (SSO)                   | 9月11日の打上げを予定していたが、打上げ時の気象状況が条件を満たさないと予想されたため9月16日に延期、9月16日は打上げ時の高層風が条件を満たさないため中止 |
| 50号機       |                                          | 2025年6月29日1時33分3秒     | 成功 | 温室効果ガス・水循環観測技術衛星「いぶきGW」(GOSAT-GW)                 | いぶき2号の後継機 | 太陽同期準回帰軌道             | H-IIAロケット並びにH-IIシリーズにおける最後の打ち上げ。 6月24日に打ち上げられる予定だったが電気系統のトラブルにより6月29日に打ち上げられた。 GOSAT-GWは「いぶきGW」とも呼ぶ。 |

### ロケット打ち上げ費用
金額には、ロケット製造費用の他に、輸送・点検・保安費用等の打ち上げに関わる費用全般が含まれている。ただし、搭載する人工衛星・探査機等の費用は含まない。
| 機体 | モデル  | フェアリング | 衛星質量                                                                                      | 投入軌道                | 打上費用                      | 備考 |
| ---- | ------- | ------------ | --------------------------------------------------------------------------------------------- | ----------------------- | ----------------------------- | --- |
| 1    | H2A202  | 4SS          | 3.3 t(VEP-2) 90 kg(LRE)                                                                       | GTO                     | 96億円                        | |
| 2    | H2A2024 | 4/4D-LC      | 480 kg（つばさ） 90 + 33 kg（サブペイロード）                                                 | GTO                     | 106億円                       | SRB-A点検費用4億円を含む                                                                                              |
| 3    | H2A2024 | 4/4D-LC      | 2.8 t（こだま） 1.7 t（USERS宇宙機）                                                          | GTO LEO                 | 102億円                       | |
| 4    | H2A202  | 5S           | 3.68 t（みどり2） 58 + 50 + 53 kg（サブペイロード）                                           | SSO                     | 93億円                        | |
| 5    | H2A2024 | 4/4D-LC      | 約2 t（情報収集衛星光学1号機） 非公開（情報収集衛星レーダ1号機）                              | 非公開 (SSO)            | 98億円                        | |
| 6    | H2A2024 | 4/4D-LC      | 非公開（情報収集衛星光学2号機） 非公開（情報収集衛星レーダ2号機）                             | 非公開 (SSO)            | 108億円                       | 63日間の打ち上げ延期費用10億円を含む 打ち上げ失敗                                                                     |
| 7    | H2A2022 | 5S           | 3.3 t（ひまわり6号）                                                                          | GTO                     | 120億円                       | 6号機失敗を受けての機体改修費用を含む                                                                                 |
| 8    | H2A2022 | 5S           | 4.0 t（だいち）                                                                               | SSO                     | 101億円                       | |
| 9    | H2A2024 | 5S           | 4.65 t（ひまわり7号）                                                                         | GTO                     | 104億円                       | |
| 10   | H2A202  | 4S           | 非公開（情報収集衛星光学2号機）                                                               | 非公開 (SSO)            | 96億円                        | |
| 11   | H2A204  | 5S           | 5.8 t（きく8号）                                                                              | GTO                     | 119億円                       | |
| 12   | H2A2024 | 4/4D-LC      | 非公開（情報収集衛星レーダ2号機） 非公開（情報収集衛星光学3号機実証衛星）                     | 非公開 (SSO)            | 112億円                       | 9日間の打ち上げ延期費用約4.4億円を含む                                                                                |
| 13   | H2A2022 | 4S           | 3.02 t（かぐや）                                                                              | 月遷移軌道              | 110億円                       | 質量は子衛星2基を含む                                                                                                 |
| 14   | H2A2024 | 4S           | 4.85 t（きずな）                                                                              | GTO                     | 109億円                       | |
| 15   | H2A202  | 4S           | 1.75 t（いぶき） 100 + 50 + 45 + 20 + 8 + 7 + 3 kg（サブペイロード）                          | SSO                     | 85億円                        | 2日間の延期費用は含まれていない                                                                                       |
| 16   | H2A202  | 4S           | 非公開（情報収集衛星光学3号機）                                                               | 非公開 (SSO)            | 94億円                        | 光学3号機の研究開発費用は総額約487億円                                                                                |
| 17   | H2A202  | 4S           | 500 kg（あかつき） 315 kg (IKAROS) 15 kg（サブペイロード） 2 + 1.5 + 1 kg（他サブペイロード） | 惑星間軌道 LEO          | 98億円                        | あかつきの開発費用は146億円                                                                                           |
| 18   | H2A202  | 4S           | 4.1 t（みちびき）                                                                             | GTO                     | 不明                          | 地上設備・打ち上げ費用等が約335億円、衛星開発費が約400億円                                                            |
| 19   | H2A202  | 4S           | 予定1.2 t（情報収集衛星光学4号機）                                                            | 非公開 (SSO)            | 104億円                       | 光学4号機の開発費用は約347億円                                                                                        |
| 20   | H2A202  | 4S           | 非公開（情報収集衛星レーダ3号機）                                                             | 非公開 (SSO)            | 103億円                       | レーダ3号機の開発費用は398億円                                                                                        |
| 21   | H2A202  | 4/4D-LC      | 2.0 t（しずく） 1.0 t（アリラン3号） 50 + 6.4 kg（サブペイロード）                            | SSO                     | 非公開 (商業打ち上げのため)   | アリラン3号の打ち上げロケット選定時に193億ウォン（約13億円）を提示                                                    |
| 22   | H2A202  | 4/4D-LC      | 非公開（情報収集衛星レーダ4号機） 非公開（情報収集衛星光学5号機実証衛星）                     | 非公開 (SSO)            | 109億円                       | |
| 23   | H2A202  | 4S           | 3.5 t (GPM) 32.9 + 32.9 + 21.65 + 1.2 + 1.5 + 1.8 + 1.68 kg（サブペイロード）                 | LEO                     |                               | 日本側負担額（GPM主衛星の二周波降水レーダ開発費と打ち上げ費用）250億円 アメリカ側負担（GPM主衛星本体開発費）は550億円 |
| 24   | H2A202  | 4S           | 2 t (だいち2号) 7.1 + 43.2 + 50 + 48 kg（サブペイロード）                                     | SSO                     |                               | 打ち上げ費とだいち2号の開発費の合計額は374億円                                                                        |
| 25   | H2A202  | 4S           | 3.5 t（ひまわり8号）                                                                          | GTO                     |                               | ひまわり9号と一括で衛星開発費は約340億円、打ち上げ費は約210億円                                                       |
| 26   | H2A202  | 4S           | 600 kg（はやぶさ2） 15 + 30 + 59 kg（サブペイロード）                                         | 太陽周回軌道            |                               | 打ち上げ費とはやぶさ2の開発費の合計額は約290億円基幹ロケット高度化技術の一部を採用                                    |
| 27   | H2A202  | 4S           | 非公開（情報収集衛星レーダ予備機）                                                            | 非公開 (SSO)            | 105億円                       | レーダ予備機の開発費用は約228億円                                                                                     |
| 28   | H2A202  | 4S           | 非公開（情報収集衛星光学5号機）                                                               | 非公開 (SSO)            |                               | 打ち上げ費と情報収集衛星光学5号機の開発費の合計額は約431億円                                                          |
| 29   | H2A204  | 4S           | 4.9 t（Telstar 12 VANTAGE）                                                                   | ロングコーストGTO       | 非公開 (商業打ち上げのため)   | 基幹ロケット高度化初号機                                                                                              |
| 30   | H2A202  | 4S           | 2.7 t（ひとみ） 50 + 50 + 10 kg（サブペイロード）                                             | LEO                     |                               | 打ち上げ費とひとみの日本側開発費の合計額は310億円                                                                     |
| 31   | H2A202  | 4S           | 3.5 t（ひまわり9号）                                                                          | GTO                     |                               | ひまわり8号と一括で衛星開発費は約340億円、打ち上げ費は約210億                                                         |
| 32   | H2A204  | 4S           | 非公開（きらめき2号）                                                                         | GTO                     |                               | きらめき1号と一括した開発費・打ち上げ費の合計額は約1300億円                                                           |
| 33   | H2A202  | 4S           | 非公開（情報収集衛星レーダ5号機）                                                             | 非公開 (SSO)            | 106億円                       | レーダ5号機の開発費用は371億円                                                                                        |
| 34   | H2A202  | 4S           | 4.0 t（みちびき2号機）                                                                        | GTO                     | 不明                          | 2・3・4号機の衛星開発費の合計が約557億円、打ち上げ費の合計が約342億円                                                 |
| 35   | H2A204  | 5S           | 4.7 t（みちびき3号機）                                                                        | GTO                     | 不明                          | 2・3・4号機の衛星開発費の合計が約557億円、打ち上げ費の合計が約342億円                                                 |
| 36   | H2A202  | 4S           | 4.0 t（みちびき4号機）                                                                        | GTO                     | 不明                          | 2・3・4号機の衛星開発費の合計が約557億円、打ち上げ費の合計が約342億円                                                 |
| 37   | H2A202  | 4S           | 2.0 t（しきさい） 0.4 t (つばめ)                                                              | SSO LEO                 |                               | 開発費と打ち上げ費の合計は322億円。                                                                                   |
| 38   | H2A202  | 4S           | 非公開（情報収集衛星光学6号機）                                                               | 非公開 (SSO)            | 109億円                       | 光学6号機の開発費は307億円                                                                                            |
| 39   | H2A202  | 4S           | 非公開（情報収集衛星レーダ6号機）                                                             | 非公開 (SSO)            | 108億円                       | レーダ6号機の開発費は242億円                                                                                          |
| 40   | H2A202  | 4/4D-LC      | 1.8 t（いぶき2号） 330 kg（ハリーファサット） 55.9 + 23.0 + 1.4 + 1.6 kg（サブペイロード）    | SSO                     | 非公開 （商業打ち上げのため） | いぶき2号の開発費は215億円                                                                                            |
| 41   | H2A202  | 4S           | 非公開（情報収集衛星光学7号機）                                                               | 非公開 (SSO)            | 110億円                       | 光学7号機の開発費は343億円                                                                                            |
| 42   | H2A202  | 4S           | 1.5 t（Hope (al-Amal)）                                                                       | 惑星間軌道              | 非公開 （商業打ち上げのため） | |
| 43   | H2A202  | 4S           | 非公開（データ中継衛星1号機・光データ中継衛星）                                               | 非公開 (GTO)            |                               | 開発費と打ち上げ費用は内閣衛星情報センターが213億円、JAXAが265億円を負担                                              |
| 44   | H2A202  | 4S           | 4.0 t（みちびき初号機後継機）                                                                 | GTO                     | 109億円                       | みちびき初号機後継機の開発費は181億円                                                                                 |
| 45   | H2A204  | 4S           | 5.5 t（Inmarsat-6 F1）                                                                        | スーパーシンクロナスGTO | 非公開 （商業打ち上げのため） | |
| 46   | H2A202  | 4S           | 非公開（情報収集衛星レーダ7号機）                                                             | 非公開 (SSO)            |                               | 開発費と打ち上げ費の合計は600億円余り                                                                                 |
| 47   | H2A202  | 4/4D-LC      | 2.3 t（XRISM） 730 kg（SLIM）                                                                 | LEO 楕円                |                               | XRISMの日本側の開発費と打ち上げ費の合計は約277億円                                                                    |
| 48   | H2A202  | 4S           | 非公開（情報収集衛星光学8号機）                                                               | 非公開 (SSO)            |                               | 衛星の開発費は約400億円                                                                                               |
| 49   | H2A202  | 4S           | 非公開（情報収集衛星レーダ8号機）                                                             | 非公開 (SSO)            | 約118億円                     | 衛星の開発費は約311億円                                                                                               |
| 50   | H2A202  | 4S           | 2.6t（いぶきGW）                                                                              | 太陽同期準回帰軌道      |                               | 開発費はJAXA分が321億円、環境省分が160億円                                                                            |

（推定含む）

## 改良

### SRB-Aのノズル形状変更と能力回復
元々SRB-Aにおけるノズルの局所エロージョン（侵食）問題は深刻であり、当初からノズルの外周を補強するなどの対策を取っていたが、とうとう6号機でノズルに穴が開き、ロケット打ち上げ失敗の原因となった。7号機から13号機まではノズル形状をそれまでのコーン型（円錐型）から局所エロージョンの起きにくいベル型（釣鐘型）に変更し、さらに燃焼パターンを変更して燃焼圧を抑える長秒時型のモータを使用する事によって安全を確保していた。この対策で重力損失が大きくなり低下したSRB-A改良型の能力を回復させるためSRB-A3の開発が行われ、2007年10月に認定型モータの燃焼試験を終えた。14号機に適用された高圧型のSRB-A3は、安全性に余裕を持たせるため、7号機 - 13号機と同様に厚肉型のノズルになっている。
15号機からノズル部も含めて本来のSRB-A3が適用されている。これは長秒時型のモータで運用され、H2A204と同様に長秒時型で運用されるH-IIBロケット初号機の打ち上げには間に合ったものの、高圧型のSRB-Aを用いる202型の打ち上げ能力は回復していなかった。その後、高圧型の認定型モータ燃焼試験も2009年11月に終えている。この高圧型SRB-A3の運用はみちびきを打ち上げる18号機から行われており、これにより202型ではGTO約4トンという本来の打ち上げ能力が達成できる見込み。なお、SRB-A3は搭載する衛星･探査機に応じて高圧型・長秒時型を使い分けて運用している。

### 基幹ロケット高度化
H-IIAは打ち上げ経験を反映して逐次改良が続けられているが、より高機能で低価格な打ち上げロケットを実現させて世界との衛星打ち上げ受注競争に勝ち抜くため、2011年度から「基幹ロケット高度化」計画が始動した。計画は大きく分けて「静止衛星打ち上げ対応能力の向上（長秒時慣性航行機能の獲得）」、「衛星搭載環境の緩和（ペイロード搭載環境の向上）」、「地上設備の簡素化（飛行安全システム追尾系の高度化）」の3つの要素から成っている。打ち上げ施設の老朽化対策と枯渇部品対策を合わせて総事業費は161億円である。この基幹ロケット高度化の成果は、H3ロケットやイプシロンロケットにも反映される。
静止衛星打ち上げ対応能力の向上（長秒時慣性航行機能の獲得）
種子島宇宙センターから打ち上げられた静止衛星は、赤道面から28.5度傾いている近地点約300km、遠地点36,000kmの静止トランスファー軌道に投入されるため、軌道面変更に対する衛星側の負担が静止化増速量1,830m/s必要であり、他国の射場の静止化増速量1,500m/sと比べて不利であった。「静止衛星打ち上げ対応能力の向上（長秒時慣性航行機能の獲得）」では、第2段機体を中心とした改良開発を行うことで、通信衛星などの静止衛星の打ち上げにおいて、従来の静止トランスファー軌道より近地点が高い近地点約3,000km、遠地点36,000km、軌道傾斜角約20度の静止軌道に近いロングコースト静止トランスファー軌道への衛星投入が可能になり、必要な静止化増速量も他国の射場並の1,500m/sとなっている。これにより、衛星の軌道変更用燃料の使用を少なくでき、この燃料を衛星寿命に換算すれば従来より静止衛星を3年から5年延命させることになる。一方で、ロングコースト静止トランスファー軌道へ打ち上げられる衛星の質量は、従来の静止トランスファー軌道より1トン以上低くなっている。
具体的な改良内容は、1つ目は第2段液体水素タンクの表面を白色塗装し液体水素の蒸発を減少させるというもので、この改良により蒸発する燃料を約3割減らせる。H-IIA21号機で長時間の慣性飛行中（ロングコースト）の技術データの取得を行い、H-IIA26号機から本適用されている。
2つ目はこの蒸発した液体水素を機体の後方から噴射させることにより微小な加速度を与え、宇宙空間での慣性飛行中に、残っている推進剤の液体水素と液体酸素がタンク内で拡散しないようタンク底部に保持させる、リテンションと呼ばれる推進薬液面保持機能に活用する。今までは姿勢制御用の推進剤のヒドラジンを機体後方への噴射に用いていたが、この改良によりヒドラジンの消費量が節約できる。
3つ目はロングコーストの間にトリクル予冷という、従来の冷却系統とは別に新たに設けたトリクル予冷系統で少量の液体酸素を用いたターボポンプを間断なく冷却する方法で、エンジン作動に使用できる液体酸素を増加させるというもの。宇宙空間でエンジンに点火するには、事前にターボポンプを冷却させないといけないが、冷却に用いる液体酸素は温度が高いと気化してしまい、エンジンへの液体酸素の供給量が減ってしまう。この改良により液体酸素の消費量が節約できる。このトリクル予冷機能は、H-IIA24号機の衛星分離後に技術データの取得を行い、H-IIA26号機から本適用されている。
4つ目は飛行中に衛星を太陽に対して垂直にし、太陽光が常に機体側面に当たるように姿勢を保持した上で、機体を低速回転させる熱制御法であるバーベキューロールと呼ばれる運用が取り入れられた。これにより、電子機器の温度環境は従来と同じで、太陽光で高温になるのを防ぎ、かつ深宇宙側の電子機器が極低温になるのを防ぐ。
5つ目はロングコースト後には衛星の増速に第2段エンジン第3回燃焼（再々着火）が必要だが、遠地点（静止軌道近辺）では機体が低速のため、推力100%では推進力が大きすぎるので軌道投入精度が落ちる。このため、再々着火時の軌道投入精度を確保するため、推力を60パーセントに調節できるスロットリング機能を実用化させる改良がなされている。
他にも5時間に及ぶ宇宙空間での長時間飛行に対応するため、新たに開発された宇宙環境にも耐えられる大容量のリチウムイオン電池を搭載して電子機器の電源を確保し、静止軌道からの機体データの取得に対応した長距離通信が可能な高利得アンテナも開発されている。
ロングコースト静止トランスファー軌道への衛星投入は29号機の打ち上げで初適用された。一方、29号機以降においても長秒時慣性航行が必要ない静止軌道への打ち上げでは高度化改良されていない機体での打ち上げとなる。
また、「静止衛星打ち上げ対応能力の向上（長秒時慣性航行機能の獲得）」を応用することで、1回の打ち上げで太陽同期軌道の異なる高度への複数の衛星投入も可能となり、衛星1基あたりの打ち上げ費用を3割から4割低減させることができるようになる。これを可能とするために上記の改良内容に加えて第2段機体のソフトウェアの改修を施した「衛星相乗り機会拡大開発」が実施された。この高度化は37号機で初適用された。
衛星搭載環境の緩和（ペイロード搭載環境の向上）
「衛星搭載環境の緩和（ペイロード搭載環境の向上）」では、従来の爆薬（火工品）の爆発で締結ボルトを切断して衛星を分離していた方法を、電気的にラッチ機構を作動させて締め付けられたクランプバンドを解放して衛星を分離する方法に変えて、衛星に伝わる衝撃を緩和する。これにより衝撃レベルを4,100Gから1,000Gまで低下させる。30号機で先行的実験が行われ、イプシロンロケット3号機で初めて実用化された。
地上設備の簡素化（飛行安全システム追尾系の高度化）
「地上設備の簡素化（飛行安全システム追尾系の高度化）」では、新たに開発された複合航法による飛行安全用航法センサー（RINA）を機体に搭載することで、従来から搭載されていたレーダトランスポンダ（電波中継器）と地上レーダ局に頼らずにロケットが自力で飛行できるようにする。これにより維持費と設備更新に高額な費用がかかる地上レーダ局を廃止することができ、打ち上げ費用の削減が可能となる。この航法センサは29号機で初搭載されて、その後も安全確認のために地上レーダ局による管制と併用して飛行試験が行われたが、37号機で初めて航法センサのみで飛行する。ただしその後の飛行では地上レーダ局と併用して飛行を続け安全確認を続ける予定である。

## 民間への移管

### ロケットシステム(RSC)
H-IIAロケットの前身であるH-IIロケットは日本で純国産開発された初めての大型液体燃料ロケットである。アメリカ製の第1段をライセンス生産していたH-Iロケットまでは米国との契約によって日本独自の事業が制約されてきたが、H-IIロケットの純国産開発の成功により、日本独自の事業を行うことができるようになった。当時すでに民間による衛星ロケット打ち上げ企業としてヨーロッパのアリアンスペース社がシェアを伸ばしつつあったことから、日本でも民間企業による打ち上げ事業への参入が目指され、ロケットシステム(RSC)が設立された。
RSCは衛星打ち上げサービスの受注から打ち上げロケットの製造管理・輸送・射場の安全確保等の打ち上げサービス全般を実施する事業主体として設立された。まずは、RSCが試験的にH-IIロケット試験3号機の受注を行い、その後にNASDA（当時）によるH-IIロケットの打ち上げが安定して成功を収めるようになった後に、正式にRSCに業務が移管される予定であった。1996年にRSCは、衛星メーカーであるヒューズ（現ボーイング）と20機、スペースシステムズ/ロラールと10機の商業衛星打ち上げ仮契約を成立させた。H-IIロケットの打ち上げは8機で終了するため、これらの衛星はH-IIAロケットで打ち上げることになるとされた。こうして、ようやく日本のロケットが商業市場に参入を果たしたかに思われた。
しかしH-IIロケット5号機および8号機の連続打ち上げ失敗により、H-IIロケットを即座に廃止し、円高の進展により既に開発中であった低コストなH-IIAに開発資源を集中する事となった。このためRSCへの正式移管はH-IIAロケットの打ち上げが安定して成功するまでさらに見送られた。信頼を失ったRSCは、2000年にはヒューズから契約解除を通告され、ロラールもH-IIAの開発遅れで打ち上げが間に合わなくなった2機を解約した。2003年にはロラールが倒産し、ついにRSCは全ての商業打ち上げ契約を失った。
RSCによるH-IIAロケットの打ち上げは7号機から行われたが、法律上の制約により打ち上げ作業そのものはJAXAに業務委託した。しかしながら、この頃には国際的な衛星打ち上げ需要が減少しつつあり、また、アリアンスペースだけでなく、中国、ロシアなどがより低価格でのビジネスを展開するようになったため、将来にわたってRSCが安定的にビジネスを継続できる見込みがなくなり、RSCはH-IIロケット試験3号機、H-IIAロケット7号機および9号機の打ち上げを履行した後、解散した。

### 三菱重工
三菱重工は以前よりH-IIAの製造を行っているが、2007年の13号機から、打ち上げ作業を含めてH-IIAロケット打ち上げ関連業務のほとんどが民間企業である三菱重工に移管された。また、かつてRSCが行っていたような商業打ち上げの受注活動も三菱重工が行うことになった。これにより、JAXAは打ち上げ安全管理業務のみに責任を負うようになった。
ロケットの開発も含めて移管されるため、H-IIAで使用される機器や構成についてもある程度三菱重工自身の判断で変更できるようになる。このため三菱重工は今後打ち上げるH-IIAロケットの構成をH2A202とH2A204の二つの形式に絞ると発表した。
また、打ち上げ費用を70 - 80億円に抑えて商用衛星の打ち上げ市場で受注を獲得するため、従来は打ち上げ費用に含まれていた射場の点検費や修繕費、ロケットの飛行データの提供費などとして、1回当たり20 - 30億円程の公的負担を、JAXAを通じて国に求めている。
移管後の初めての打ち上げとなる13号機では、以下の点が変更された。
- ロケット打ち上げ前の極低温点検の省略
これまでのH-IIAロケットの打ち上げでは、必ず極低温試験が実施されていた。これにより、数億円単位での費用が節約できる。
- 第1段上部に、三菱重工のスリーダイヤの社章が入る。
これまでは、RSCが打ち上げサービスを行った7号機および9号機はRSCのロゴが、それ以外の機体にはNASDAまたはJAXAのロゴが、SRB-Aの側面に入っていた。13号機のSRB-Aには何もかかれていない。
- 天候判断を含む打ち上げ作業そのものが、三菱重工によって行われる。
ただし、最終的な打ち上げ実行・中止の判断や、安全管理業務は、JAXAによって行われる。これは、国際法[128]により、ロケット打ち上げに関する責任は国家が負うと定められており、万一他国に損害を与えた場合は、JAXA法[129]により、国の機関であるJAXAが全責任を負うこととなっているためである。

### 商業打ち上げ
2009年1月12日、三菱重工は韓国の人工衛星KOMPSAT3（アリラン3号）の打ち上げを受注したと、正式に発表した。入札には三菱重工のほかユーロコット社のロコットも参加していたが、H-IIAの方が低価格を提示したとされる。ロコットはKOMPSAT2の打ち上げにも使われていた。三菱重工の入札額は非公開だが、ロコットの打ち上げ費用は40億円程度であるため、それより安いと思われる。85億円以上するH-IIAで40億円のロコットに対抗できたのは、KOMPSAT3をGCOM-W1と相乗りで打ち上げるためである。GCOM-W1は1,900 kg、KOMPSAT3は800 kg、合計しても2,700 kgであるためH-IIA202型のペイロード（太陽同期軌道、夏期）3,600 kgを下回る。すなわち、GCOM-W1打ち上げ用H-IIAの余剰能力を販売したということであり、KOMPSAT3のためにH-IIAを新規に製造したわけではない。2012年5月18日、H-IIA 21号機によりアリラン3号を予定軌道に投入し、初の商業打ち上げを成功させた。
2013年9月26日、三菱重工はテレサット社の通信放送衛星Telstar 12 VANTAGEの打上げ輸送サービスを受注したと発表した。日本の国産ロケットが「商業衛星」の打ち上げを受注するのは初であり、また「民間企業からの受注」も初となった。2015年11月24日、H-IIA 29号機によりTELSTAR 12 VANTAGEを予定軌道に投入し、官需衛星や、その相乗りでもない純粋な商業打ち上げを日本で初めて成功させた。
2015年3月9日に三菱重工がアラブ首長国連邦の先端科学技術研究所（EIAST）の地球観測衛星ハリーファサットの2017年度打上げ輸送サービスを受注したと発表、さらに2016年3月22日、同国EIASTの後継機関モハメド・ビン・ラシドスペースセンター（MBRSC）から火星探査機アル・アマルの2020年打ち上げ輸送サービスを受注したと発表した。ハリーファサットは2018年10月29日にH-IIA 40号機により、アル・アマルは2020年7月20日にH-IIA 42号機により予定軌道に打ち上げられた。
2017年9月12日には英インマルサット社のInmarsat-6のF1（初号機）の打ち上げを受注し、海外顧客からの商業打ち上げ受注は5件となった。2021年に打ち上げられた。